# Perilissus discolor
Perilissus discolor là một loài tò vò trong họ Ichneumonidae.